# 卡萨尔罗马诺
卡萨尔罗马诺（義大利語：Casalromano），是意大利曼托瓦省的一个市镇。总面积11平方公里，人口1577人，人口密度143.4人/平方公里（2009年）。国家统计（ISTAT）代码为020012。